# Saint-Inglevert
Saint-Inglevert és un municipi francès situat al departament del Pas de Calais i a la regió dels Alts de França. L'any 2007 tenia 691 habitants.

## Demografia

### Població
El 2007 la població de fet de Saint-Inglevert era de 691 persones. Hi havia 248 famílies de les quals 44 eren unipersonals (20 homes vivint sols i 24 dones vivint soles), 64 parelles sense fills, 120 parelles amb fills i 20 famílies monoparentals amb fills.
La població ha evolucionat segons el següent gràfic:
Habitants censats

### Habitatges
El 2007 hi havia 267 habitatges, 249 eren l'habitatge principal de la família, 10 eren segones residències i 8 estaven desocupats. 261 eren cases i 4 eren apartaments. Dels 249 habitatges principals, 195 estaven ocupats pels seus propietaris, 50 estaven llogats i ocupats pels llogaters i 4 estaven cedits a títol gratuït; 1 tenia una cambra, 7 en tenien dues, 29 en tenien tres, 66 en tenien quatre i 146 en tenien cinc o més. 229 habitatges disposaven pel capbaix d'una plaça de pàrquing. A 94 habitatges hi havia un automòbil i a 141 n'hi havia dos o més.

### Piràmide de població
La piràmide de població per edats i sexe el 2009 era:
| Homes | Edats   | Dones |
| ----- | ------- | ----- |
| 0     | 95 o +  | 0     |
| 0     | 90 a 94 | 0     |
| 4     | 85 a 89 | 8     |
| 4     | 80 a 84 | 4     |
| 4     | 75 a 79 | 4     |
| 4     | 70 a 74 | 8     |
| 4     | 65 a 69 | 12    |
| 8     | 60 a 64 | 8     |
| 20    | 55 a 59 | 16    |
| 0     | 50 a 54 | 4     |
| 8     | 45 a 49 | 8     |
| 32    | 40 a 44 | 24    |
| 20    | 35 a 39 | 40    |
| 40    | 30 a 34 | 28    |
| 12    | 25 a 29 | 32    |
| 12    | 20 a 24 | 4     |
| 8     | 15 a 19 | 12    |
| 20    | 10 a 14 | 28    |
| 28    | 5 a 9   | 28    |
| 16    | 0 a 4   | 32    |

## Economia
El 2007 la població en edat de treballar era de 449 persones, 325 eren actives i 124 eren inactives. De les 325 persones actives 307 estaven ocupades (165 homes i 142 dones) i 18 estaven aturades (6 homes i 12 dones). De les 124 persones inactives 48 estaven jubilades, 44 estaven estudiant i 32 estaven classificades com a «altres inactius».

### Ingressos
El 2009 a Saint-Inglevert hi havia 254 unitats fiscals que integraven 745 persones, la mediana anual d'ingressos fiscals per persona era de 18.833 €.

### Activitats econòmiques
Dels 18 establiments que hi havia el 2007, 1 era d'una empresa alimentària, 1 d'una empresa de fabricació d'altres productes industrials, 3 d'empreses de construcció, 5 d'empreses de comerç i reparació d'automòbils, 1 d'una empresa de transport, 3 d'empreses d'hostatgeria i restauració, 2 d'empreses immobiliàries i 2 d'empreses classificades com a «altres activitats de serveis».
Dels 6 establiments de servei als particulars que hi havia el 2009, 2 eren paletes, 1 fusteria, 1 perruqueria i 2 agències immobiliàries.
L'únic establiment comercial que hi havia el 2009 era una fleca.
L'any 2000 a Saint-Inglevert hi havia 6 explotacions agrícoles que ocupaven un total de 570 hectàrees.

## Equipaments sanitaris i escolars
El 2009 hi havia una escola elemental integrada dins d'un grup escolar amb les comunes properes formant una escola dispersa.

## Poblacions més properes
El següent diagrama mostra les poblacions més properes.